# Grote boswachter
De grote boswachter (Hipparchia fagi) is een vlinder uit de onderfamilie Satyrinae, de zandoogjes en erebia's. 

## Kenmerken
De vlinder heeft een spanwijdte van 66 tot 76 millimeter.

## Leefwijze
De mannetjes vliegen hoog langs de boomkruinen en verdedigen hun territorium tegen soortgenoten.

## Waardplanten
Verschillende plantensoorten uit de grassenfamilie worden als waardplant gebruikt door de rups.

## Verspreiding en leefgebied
De vliegtijd van de grote boswachter is juni tot en met september. De soort komt voor in Centraal- en Zuid-Europa. De aantallen gaan achteruit. In Nederland en België komt de soort niet regulier voor, en wordt de vlinder zeer zelden als dwaalgast aangetroffen. Ook in Luxemburg geldt de soort als uitgestorven. De vlinder geeft de voorkeur aan droge zure graslanden en loofbossen als leefgebied.